# 7º Reggimento difesa CBRN "Cremona"
Il 7º Reggimento difesa CBRN "Cremona" è un reparto specializzato nella difesa nucleare, biologica e chimica (CBRN-E) dell'Esercito Italiano di stanza a Civitavecchia e dipende dal Comando Artiglieria di Bracciano. Ha assunto l'attuale denominazione il 10 dicembre 2018.

## Storia

### Le origini
Il 7º reggimento artiglieria fu costituito il 17 giugno 1860 in Modena con la fusione di 12 batterie piemontesi, toscane ed emiliane.

### Nel risorgimento
Partecipò alla terza guerra di indipendenza italiana, nel 1870 fece parte del corpo di spedizione per la presa di Roma combattendo a Porta Pia.

### Nella prima guerra mondiale
Durante la 1ª guerra mondiale, il reggimento fu impiegato sul Carso a Tolmino, sul Sabotino a Gorizia, sul monte Vodice, sul Grappa, sul Montello ed a Vittorio Veneto.
Partecipò alla campagna d'Etiopia dove meritò una Croce di guerra al valor militare.

### Nella seconda guerra mondiale
Allo scoppio della seconda guerra mondiale il reggimento inquadrato nella 44ª Divisione fanteria "Cremona" venne schierato, dapprima alla frontiera francese, spostandosi in Sardegna nel 1941 e in Corsica nel 1942.
Dopo l'armistizio dell'8 settembre 1943 partecipò alla guerra di liberazione inquadrato nel gruppo di combattimento "Cremona", costituitosi ad Altavilla Irpina, agli ordini del Generale Clemente Primieri, con i reggimenti 21º e 22º fanteria oltre che con il 7º Reggimento artiglieria, meritando la medaglia di bronzo al valor militare.

### 7º Reggimento artiglieria da campagna
Il 26 giugno 1945 il reggimento venne trasferito definitivamente in Piemonte e inquadrato nella ricostituita Divisione fanteria "Cremona" con la denominazione di 7º Reggimento artiglieria da campagna.
Alla vigilia delle grande ristrutturazione dell'Esercito Italiano era articolato su quattro gruppi : il primo con l'obice semovente M7 da 105/22, il secondo e il terzo con obici campali da 105/22 ed il quarto equipaggiato con obici M114 da 155/23 e il V Gruppo contraerei leggero in posizione quadro.

### 7º Gruppo artiglieria da campagna "Adria"
Il 30 ottobre 1975, a seguito dei provvedimenti di ristrutturazione dell'Esercito, che aboliva il livello reggimentale, il reggimento fu contratto a gruppo come 7º gruppo artiglieria da campagna "Adria" inquadrato nella Brigata motorizzata "Cremona".

### 7º Reggimento artiglieria da campagna "Cremona"
Nel 1992, con in ripristino dell'ordinamento reggimentale riprendendo la denominazione di 7º Reggimento artiglieria da campagna "Cremona".
Il 21 settembre 1995, infine, a seguito della nuova ristrutturazione dell'Esercito, il 7º reggimento viene trasferito in Civitavecchia, presso la caserma "Piave", nei ranghi della Brigata meccanizzata "Granatieri di Sardegna".
Dal 1º dicembre 1997, in attuazione dei provvedimenti ordinativi e strutturali della forza armata, il reggimento, sostituito dal 33º Reggimento artiglieria "Acqui", lascia la Brigata meccanizzata "Granatieri di Sardegna" ed viene inquadrato nel Raggruppamento artiglieria.

### 7º Reggimento difesa CBRN "Cremona"

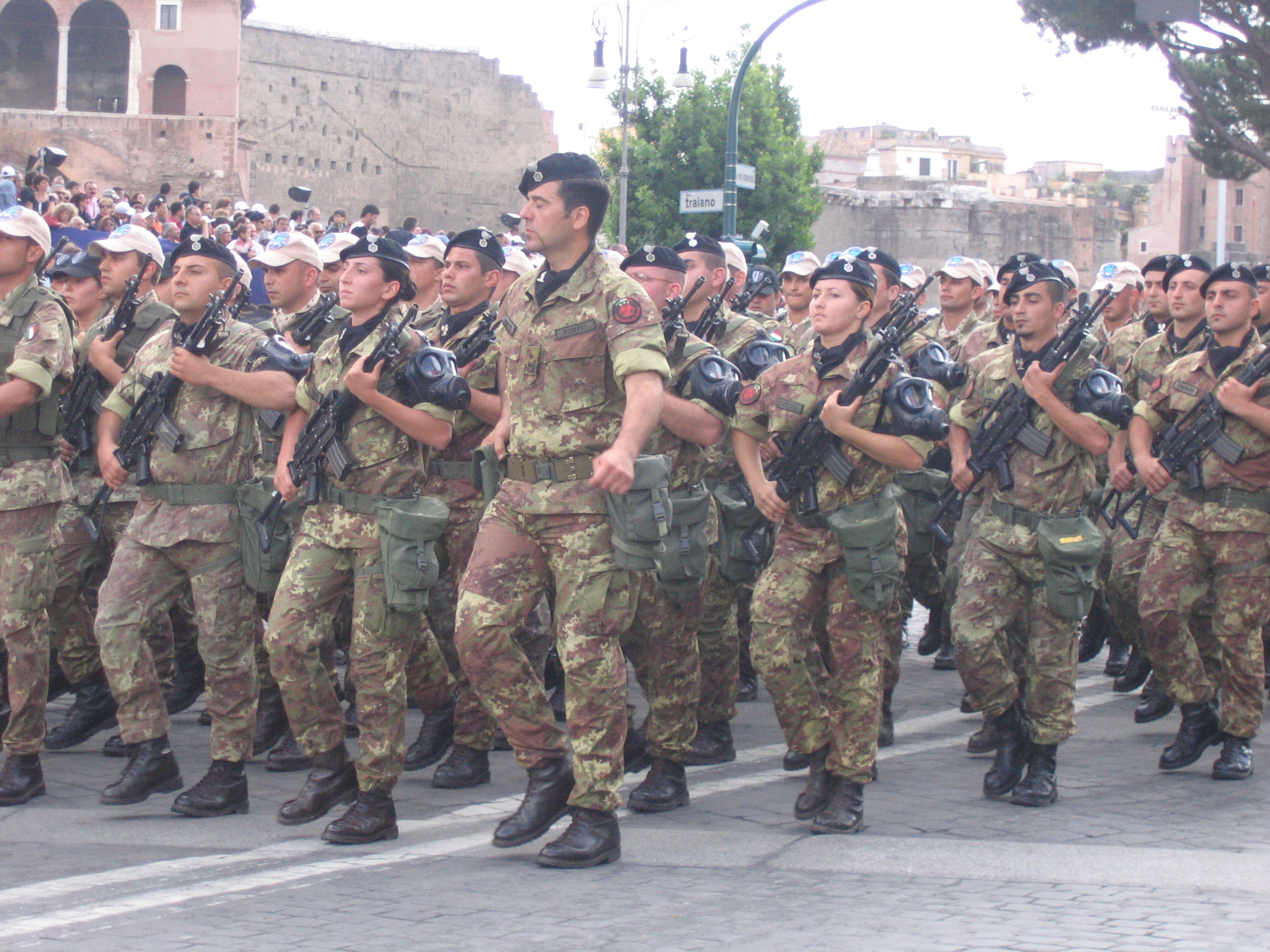
7º Reggimento difesa NBC "Cremona" in sfilata per la festa della Repubblica italiana il 2 giugno 2007 a Roma

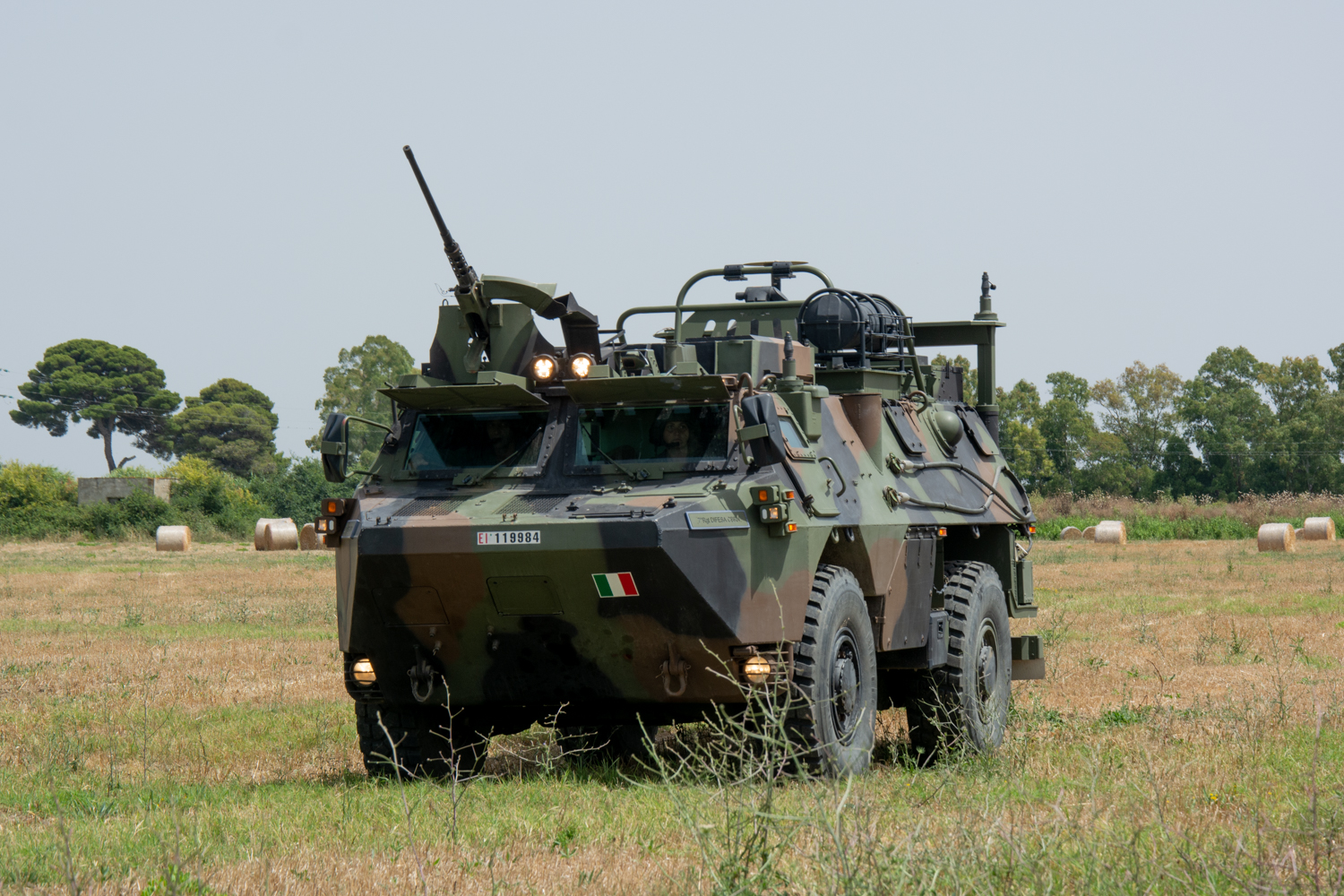
VBR NBC Plus il 2023. 14 acquistati dalla Francia tra il 2001 e il 2002, 9 in servizio nel 2023 dopo la rimotorizzazione e l'ammodernamento.

Dal 31 dicembre 1998, l'Unità si riconfigura in 7º Reggimento difesa NBC "Cremona".
Il personale del Reggimento ha già servito in Giappone (terremoto 2011), Haiti (terremoto 2010), Grecia (olimpiadi 2004), Ciad, Gibuti, Bosnia ed Erzegovina, Kosovo, Albania, Macedonia,  Afghanistan, Iraq e Mali. Attualmente le unità sono impiegate in Afghanistan, Libia, Libano e Kosovo ma anche in Italia, nell'ambito dell'operazione Strade Sicure avviata per opera del Ministero della difesa, che vede le unità impiegate a difesa di siti sensibili quali ambasciate, centri d'immigrazione e zone d'interesse strategico.

## Struttura
Il reggimento di stanza nella caserma "Piave" di Civitavecchia è alle dipendenze del Colonnello Marco BALEANI e si compone di:
- Comando di Reggimento;
- Compagnia Comando e Supporto Logistico;
- Battaglione difesa CBRN.

È alimentato da personale volontario con incarico di operatore di difesa CBRN.
Fra i mezzi in dotazione troviamo il veicolo VAB, di derivazione francese, denominato per l'Italia "veicolo blindato da ricognizione CBRN" (VBR CBRN) e utilizzato dal reggimento nelle operazioni di  difesa CBRN.

## Simboli
Scudo: Interzato in palo: nel primo inquartato: a) di rosso alla croce d'argento attraversata in capo dal lambello di tre gocce d'azzurro, b) d'argento alla croce di rosso abbassata al capo d'Angiò, c) d'argento al giglio fiorentino di rosso, d) di rosso alla croce pisana d'argento; nel secondo troncato: a) di argento alla leonessa di rosso passante, caricata sulla spalla sinistra di una stella del campo, b) fasciato ondato d'argento e d'azzurro di dieci pezzi; nel terzo d'argento al palo di rosso caricato da due gemelle cucite d'azzurro con in cuore uno scudetto d'argento bordato d'azzurro alla testa di moro attorcigliata del campo ed ornata di una collana di rosso.
Ornamenti esteriori: sullo scudo corona turrita d'oro, accompagnata sotto da nastri annodati nella corona, scendenti e svolazzanti in sbarra e in banda al lato dello scudo, rappresentativi delle ricompense al Valore. Sotto lo scudo su lista bifida d'oro, svolazzante, con la concavità rivolta verso l'alto, riportante il motto "Col ferro e col fuoco contro il nemico".
La prima partizione è dedicata ai motivi di origine ed ai legami territoriali dell'unità con il Piemonte (croce d'argento) con l'Emilia (capo d'Angiò), con la Toscana (giglio fiorentino) e con Pisa (croce d'argento). La seconda partizione ricorda la gloria militare del Reggimento acquisita, in particolare, in Eritrea (leonessa, stella d'argento e fasce d'azzurro e d'argento tratte dallo scudo della stessa regione). La terza partizione è riservata alla partecipazione alla Guerra di Liberazione: la testa di moro è presa dallo stemma della Corsica.

## Medagliere
La bandiera di guerra del "settimo" è insignita delle seguenti decorazioni: